# 지방 조직

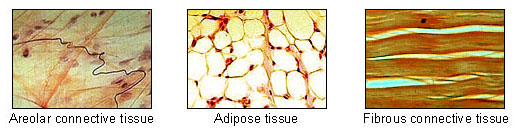
지방 조직은 주요 결합 조직들 가운데 하나이다.

지방 조직(脂肪組織, 영어: adipose tissue)은 대부분이 지방 세포로 이루어진 느슨한 결합 조직의 하나이다. 지방 세포뿐 아니라, 지방 조직은 전지방세포, 섬유아세포, 혈관 내피세포 및 다양한 면역 세포를 포함한 SVF(Stromal vascular fraction) 세포를 포함한다. 주 역할은 에너지를 지질 형태로 저장하는 것이지만, 몸의 보온 작용을 하기도 한다. 지방 조직은 수년에 걸쳐 주된 내분비 기관으로 인지되어왔는데 이는 렙틴, 에스트로겐, 사이토카인 TNF 알파와 같은 호르몬을 만들어내기 때문이다. 지방 조직은 크게 백색지방조직(WAT)과 갈색지방조직(BAT)으로 나뉜다. 지방 조직의 형성은 지방 조직 장기에 의해 부분적으로 통제를 받는 것으로 보인다. 지방 조직, 더 구체적으로 갈색 지방 조직은 1551년 스위스의 박물학자 콘라트 게스너가 처음 식별하였다.

## 생리학
지방 조직에서 나오는 호르몬은 다음과 같다:
- 아디포넥틴
- 레시스틴
- 플라스미노겐활성화인자억제제-1 (PAI-1)
- 종양 괴사 인자 알파 (TNF 알파)
- 인터류킨 6
- 렙틴
- 에스트라디올 (E2)

## 같이 보기
- 생체전기 온저항 분석
- 고래지방
- 체지방 비율
- 셀룰라이트
- 지방분해
- 비만증
- 굶주림

## 참조
1. ↑  Kershaw EE, Flier JS (2004). “Adipose tissue as an endocrine organ”. 《J. Clin. Endocrinol. Metab.》 89 (6): 2548–56. doi:10.1210/jc.2004-0395. PMID 15181022.
2. ↑  Cannon, B; Nedergaard, J (2008). “Developmental biology: Neither fat nor flesh”. 《Nature》 454 (7207): 947–8. doi:10.1038/454947a. PMID 18719573.